# نوارهای پوکیپسی
نوارهای پوکیپسی (انگلیسی: The Poughkeepsie Tapes) یک فیلم شبه‌مستند ترسناک آمریکایی به نویسندگی و کارگردانی جان اریک داودل محصول سال ۲۰۰۷ است. داستان فیلم در مورد قتل‌های یک قاتل زنجیره‌ای در پوکیپسی، نیویورک است که از طریق مصاحبه‌ها و فوتیج یافت‌شده از مخفیگاه فیلم‌های اسناف قاتل روایت می‌شود. این فیلم در سال ۲۰۱۴ انتشار ویدئو به‌درخواست مختصری داشت اما در رسانه خانگی در دسترس نبود.